# Tratado de las Cuatro Potencias

Primera página del acuerdo.

El Tratado de las Cuatro Potencias fue un acuerdo que firmaron los Estados Unidos, el Reino Unido, Francia y Japón durante la Conferencia naval de Washington el 13 de diciembre de 1921, tras el Acuerdo Lansing-Ishii pactado entre los Estados Unidos y Japón.
En virtud del pacto de las cuatro potencias, las partes acordaron mantener el statu quo en el Pacífico, a respetar las posesiones territoriales respectivas, a no intentar expandirse territorialmente y a consultarse mutuamente en el caso de diferencias sobre las posesiones territoriales. No obstante, el resultado principal del tratado fue acabar con la alianza anglojaponesa de 1902.